# الغاط
الغاط هي مدينة سعودية والمركز الإداري لمحافظة الغاط التابعة لمنطقة الرياض.

## الموقع
تقع مدينة الغاط شمال مدينة الرياض 230 كم وتتبع إمارة منطقة الرياض إدارياً في المملكة العربية السعودية.

## التعليم

### الابتدائية
يوجد هُناك مدرستين للبنين، وثلاث للبنات.

### المُتوسطة
هُناك اثنتان للبنين(عام.تحفيظ)، واثنتان للبنات.

### المعاهد العلمية المتوسطة والثانوية
هناك معهد واحد للبنين وهو تابع لجامعة الإمام محمد بن سعود الإسلامية.

### الثانوية
هُناك مدرسة واحدة للبنين، واثنتان للبنات.

### الكُليَات والجامعات
هُناك كلية العلوم والدراسات الإنسانية، التابعة لجامعة المجمعة والتي أنشأت بعد صدور موافقة خادم الحرمين الشريفين رئيس مجلس الوزراء رئيس مجلس التعليم العالي والمتضمن الموافقة على إنشاء ثلاث جامعات في كل من محافظة الخرج، ومحافظة شقراء، ومحافظة المجمعة، وتضم جامعة المجمعة 12 كلية، منها كلية العلوم والدراسات الإنسانية بالغاط.
ولقد سبق ذلك مراحل تأسيس مرت بها كلية العلوم والدراسات الإنسانية بالغاط، حيث صدر قرار معالي مدير جامعة الملك سعود بتاريخ 20 / 11 / 1429 هـ بتكليف سعادة الأستاذ الدكتور عبد الله بن عبد الرحمن السعدون عضو هيئة التدريس بكلية علوم الأغذية والزراعة بجامعة الملك سعود، برئاسة اللجنة التاسيسة، كونها آنذاك تابعة لكليات جامعة الملك سعود في محافظات شمال الرياض.
بدات الدراسة مع مطلع الفصل الدراسي الثاني من العام الجامعي 1430 / 1431 هـ، وذلك بقسمي اللغة الإنجليزية وآدابها، وعلوم الحاسب الآلي (تخصص تقنية معلومات)، للطلاب والطالبات. ثم افتتح قسم نظم المعلومات الإدارية، وبعد ذلك تم إضافة قسم القانون للكلية حديثاً. وتعد تخصصات كلية العلوم والدراسات الإنسانية تخصصات نوعية، ومطلوبة في سوق العمل.